# Obtove, Kroleveț
Obtove (în ucraineană Обтове) este localitatea de reședință a comunei Obtove din raionul Kroleveț, regiunea Sumî, Ucraina.

## Demografie
Componența lingvistică a localității Obtove
     Ucraineană (96,81%)
     Rusă (2,99%)
     Alte limbi (0,13%)
Conform recensământului din 2001, majoritatea populației localității Obtove era vorbitoare de ucraineană (96,81%), existând în minoritate și vorbitori de rusă (2,99%).